# Irslenbach (Neckar)
Der Irslenbach ist ein etwa 4,9 km langer, östlicher und rechter Zufluss des oberen Neckars im Gebiet der Stadt Oberndorf am Neckar im baden-württembergischen Landkreis Rottweil.

## Geographie

### Verlauf
Der Talbach entspringt im Gewann Fuchsplatz auf einer Höhe von ca. 586 m ü. NHN wenig südlich der Landesstraße 415 von Brittheim nach Bochingen. Von dort fließt er zunächst neben der Straße in westlicher Richtung. Nach ca. einem Kilometer wendet er sich von dieser auf südwestliche Richtung ab und unterquert die Autobahn 81. Südlich von Bochingen mündet der Brühlbach von Norden am Beginn des wieder bewaldeten, sich stark eintiefenden Unterlaufs, an dessen rechter Talflanke ein Muschelkalkbruch liegt.
Der Irslenbach mündet im südlichen Teil des Oberndorfer Stadtteils Irslenbach auf einer Höhe von ca. 467 m ü. NHN von rechts und Osten in den Neckar.
Der 4,9 km lange Lauf des Irslenbachs endet ca. 119 Höhenmeter unterhalb seiner Quelle, er hat somit ein mittleres Sohlgefälle von etwa 24 ‰.

### Einzugsgebiet
Das Einzugsgebiet gehört naturräumlich gesehen zu den Oberen Gäuen. Es umfasst im Wesentlichen die südliche Hälfte der Gemarkungen Bochingen und Boll. Sein höchster Punkt liegt im Norden auf Wittershausener Gemarkung im Waldgebiet Berg auf 680,7 m ü. NHN.
Im Westen grenzt das Einzugsgebiet des sehr kurzen Bollerbachs an, im Nordwesten das des etwas längeren Denkenhauser Bachs, im Norden das des bei Mühlheim mündenden, langen Mühlbachs, die alle drei fortschreitend tiefer direkt in den Neckar entwässern. Im Osten führt der Stockbach den Abfluss der anderen Seite zur Stunzach, der über die Eyach erst viel tiefer in den Neckar gelangt. Im Südosten fließt dessen rechter Oberlauf Trichtenbach zum nun oberen Neckar-Zufluss Schenkenbach, der kurz selbst im Süden konkurriert, ehe sich im Südwesten das Einzugsgebiet des Neuensteigbachs dazwischenschiebt, dessen wiederum kürzerer Lauf erst weniger als hundert Meter vor dem Irslenbach den Neckar erreicht.

### Zuflüsse
Hierarchische Liste der Zuflüsse, jeweils von der Quelle zur Mündung. Auswahl.
- (Quellbach im Walterstal), von links und Südosten
- Brühlbach, von rechts und Norden südlich von Bochingen, 2,5 km[LUBW 2]
  - Brühlbach, linker Oberlauf von Norden in Bochingen, ca. 1,1 km[LUBW 2]
  - Gwandelgraben, von rechts und Westen, 2 km[LUBW 2]

### LUBW
Amtliche Online-Gewässerkarte mit passendem Ausschnitt und den hier benutzten Layern: Lauf und Einzugsgebiet des Talbachs

Allgemeiner Einstieg ohne Voreinstellungen und Layer: Daten- und Kartendienst der Landesanstalt für Umwelt Baden-Württemberg (LUBW) (Hinweise)
1. 1 2 3  Höhe ermittelt über WPS-Prozess (Geländehöhe).
2. 1 2 3 4  Länge nach dem Layer Gewässernetz (AWGN).
3. ↑  Einzugsgebiet nach dem Layer Basiseinzugsgebiet (AWGN).

### Andere Belege
1. ↑  Friedrich Huttenlocher: Geographische Landesaufnahme: Die naturräumlichen Einheiten auf Blatt 178 Sigmaringen. Bundesanstalt für Landeskunde, Bad Godesberg 1959. → Online-Karte (PDF; 4,3 MB)